# Хухуй
Хуху̀й (на испански: Jujuy) е една от 23-те провинции на Аржентина. Намира се в северозападната част на страната. Провинция Хухуй е с население от 753 891 жители (по изчисления за юли 2018 г.) и обща площ от 53 219 км². Столица на провинцията е град Сан Салвадор де Хухуй.